# Hippotes (Sohn des Kreon)
Hippotes (altgriechisch Ἱππότης Hippótēs) ist eine Figur der griechischen Sage um Medea.
Er war ein Sohn des Kreon, Königs von Korinth, und Bruder der Glauke. Als die eifersüchtige Medea seine Schwester und dann seinen Vater ermordete, forderte Hippotes, die Verbrecherin zur Rechenschaft zu ziehen, wurde aber von den Richtern abgewiesen.
Nach einer von der Version des Euripides abweichenden Version der Medeasage nahm Hippotes Iason in Korinth auf und gab ihm seine Tochter zur Frau.